# Ліптовський Ондрей
Ліптовський Ондрей (словац. Liptovský Ondrej) — село, громада округу Ліптовський Мікулаш, Жилінський край, регіон Ліптов. Кадастрова площа громади — 4.69 км².
Населення 659 осіб (станом на 31 грудня 2022 року).

## Географія
Протікає річка Брестовіна.

## Історія
Ліптовський Ондрей згадується 1332 року.

## Населення
| Рік:            | 1994. | 2004.    | 2014.   | 2024.    |
| --------------- | ----- | -------- | ------- | -------- |
| Кількість осіб: | 447   | 566      | 599     | 671      |
| Різниця:        |       | +26,62 % | +5,83 % | +12,02 % |

| Рік:            | 2023. | 2024.   |
| --------------- | ----- | ------- |
| Кількість осіб: | 663   | 671     |
| Різниця:        |       | +1,20 % |